# Джод, Джанис
Джа́нис Джод (англ. Janyse Jaud; род. 26 ноября 1969, Келоуна, Британская Колумбия) — канадская актриса озвучивания, певица и поэтесса-песенник.

## Биография
Джанис Джод родилась 26 ноября 1969 года в Оттаве, но росла на ферме в окрестностях города Келоуна. Уже в пятилетнем возрасте начала заниматься балетом и музыкой, играть в театре, в возрасте девять лет написала свою первую песню. В десять лет впервые выступила как актриса озвучивания — её первой работой стала английская версия аниме Ginga tetsudô Three-Nine. После этого последовали ещё несколько работ, но фактически карьера Джод как актрисы озвучивания началась с 1992 года.
В 2006 году вошла в пятёрку финалистов конкурса «Песня года».
В 2009 году озвучила Хелу в анимационном фильме «Халк против…»

## Избранные работы

### Озвучивание мультфильмов, мультсериалов и аниме
- 1991 — Молчаливый Мёбиус[англ.] / Silent Möbius — Фуюка Ликёр
- 1992 — Ранма ½ / Ranma ½ — второстепенные персонажи
- 1992—1993 — Приключения Конана-варвара / Conan the Adventurer — Джезмин / второстепенные персонажи (в 40 эпизодах)
- 1993 — Пожалуйста, спасите мою Землю[англ.] / Please Save My Earth — мать Харухико
- 1993 — Mermaid Forest — Миса
- 1993 — Бронеотряд 1941 / Kishin Corps — Мария Браун / Ева Браун
- 1993—1994 — Эхо-взвод / Exosquad — сержант Рита Торрес (в 7 эпизодах)
- 1994 — Fatal Fury: The Motion Picture[англ.] — Панни
- 1994—1996 — Ураганы[англ.] / Hurricanes — второстепенные персонажи (в 7 эпизодах)
- 1995 — Космические забастовщики[англ.] / Space Strikers — Дана
- 1995—1997 — Уличный боец[англ.] / Street Fighter — Селия / второстепенные персонажи (в 26 эпизодах)
- 1996 — Saber Marionette J[англ.] — второстепенные персонажи
- 1997 — A Chinese Ghost Story: The Tsui Hark Animation[англ.] — Сиу Лан
- 1997 — Лапиш — маленький башмачник / Čudnovate zgode šegrta Hlapića — Яна
- 1997—1998 — Ночные воины: Охотники на вампиров / Night Warriors: Darkstalkers' Revenge — Фелиция (в 4 эпизодах)
- 1998—1999 — Робокоп: Альфа-коммандо[англ.] / RoboCop: Alpha Commando — второстепенные персонажи (в 40 эпизодах)
- 1999 — Королевство обезьян[фр.] / Le Château des singes — мать Кома
- 1999, 2001—2005, 2007 — Эд, Эдд и Эдди / Ed, Edd n Eddy — Сара / Ли Кэнкер (в 41 эпизоде)[6]
- 1999—2000 — Сабрина — маленькая ведьма[англ.] / Sabrina: The Animated Series — Лейла Лей / Босли (в 63 эпизодах)
- 1999—2000 — Trouble Chocolate — Мята
- 1999—2001 — Ранчо монстров[англ.] / Monster Rancher — Моччи / Пойсон / второстепенные персонажи (в 73 эпизодах)
- 2000 — Чудовищное месиво[англ.] / Monster Mash — Спайк Тинклмейстер / мамаша Тинклмейстер
- 2000—2001 — Экшн-мэн[англ.] / Action Man — Асази (в 12 эпизодах)
- 2000—2002 — Люди Икс: Эволюция / X-Men: Evolution — Тэрин / Сидни Уайт (в 8 эпизодах)
- 2001 — MegaMan NT Warrior[англ.] — миссис Мари / миссис Юри / Мануэла
- 2001 — Непобедимый Человек-паук / Spider-Man Unlimited — Женщина-ящерица (в 2 эпизодах)
- 2001—2002 — англ. Ultimate Book of Spells — Кассандра (в 26 эпизодах)
- 2001—2004 — Инуяся / Inuyasha — Кагура / Канна (в 52 эпизодах)
- 2002 — Инуяся: Замок за зеркалом[англ.] / Inuyasha the Movie: The Castle Beyond the Looking Glass — Кагура / Канна
- 2002—2005 — Малыши Луни Тюнз / Baby Looney Tunes — Малышка Мелисса[англ.] (в 20 эпизодах)
- 2003 — Zoids: Fuzors[англ.] — Фан (Сэйбр)
- 2004 — Барби: Принцесса и Нищенка / Barbie as the Princess and the Pauper — служанка во дворце
- 2005 — Тролли / Trollz — второстепенные персонажи (в 4 эпизодах)
- 2005 — Призрак в доспехах: Синдром одиночки / Ghost in the Shell: Stand Alone Complex — Ташикома
- 2005 — Мой маленький пони: Очень мятное Рождество[англ.] / My Little Pony: A Very Minty Christmas — Пинки Пай
- 2006 — Мой маленький пони: Сбежавшая радуга[англ.] / My Little Pony Crystal Princess: The Runaway Rainbow — Пинки Пай
- 2006 — Мой маленький пони: Прогулка принцессы[англ.] / My Little Pony: The Princess Promenade — Пинки Пай / второстепенные персонажи
- 2006 — Мой маленький пони: Отличное место для пони[англ.] / My Little Pony: A Very Pony Place — Пинки Пай
- 2006 — Класс титанов[англ.] / Class of the Titans — Меделия (в 9 эпизодах)
- 2006 — Приключения Тома и Джерри / Tom and Jerry Tales — котёнок (в 2 эпизодах)
- 2007 — Горец: В поисках мести[англ.] / Highlander: The Search for Vengeance — Кьяла
- 2008 — Мой маленький пони: Встреча с пони[англ.] / My Little Pony: Meet the Ponies — Пинки Пай
- 2009 — англ. My Little Pony: Twinkle Wish Adventure — Пинки Пай
- 2009 — Большое шоу Эда, Эдда и Эдди[англ.] / Ed, Edd n Eddy's Big Picture Show — Сара / Ли Кэнкер
- 2010—2015 — Шарлотта Земляничка: Ягодные приключения[англ.] / Strawberry Shortcake's Berry Bitty Adventures — Апельсинка / второстепенные персонажи (в 54 эпизодах)
- 2009—2010 — Инуяся: Последняя глава[англ.] / Inuyasha: The Final Act — Кагура

### Озвучивание видеоигр
- 2003 — Ed, Edd n Eddy: Jawbreakers![англ.] — Сара / Ли Кэнкер
- 2004 — Inuyasha: The Secret of the Cursed Mask[англ.] — Кагура
- 2005 — Inuyasha: Feudal Combat[англ.] — Кагура
- 2005 — Ed, Edd n Eddy: The Mis-Edventures[англ.] — Сара / Ли Кэнкер
- 2005 — Devil Kings[англ.] — Ицуки (Пафф)
- 2009 — Cartoon Network Universe: FusionFall[англ.] — Ли Кэнкер

### Роли в не-анимационных фильмах и сериалах
- 1996 — За гранью возможного / The Outer Limits — оператор «Горячей линии самоубийц» (в 1 эпизоде)
- 1996 — Секретные материалы / The X-Files — няня (в 1 эпизоде, в титрах не указана)
- 2000—2002, 2004 — Андромеда / Andromeda — эпизодические персонажи (в 6 эпизодах, в т. ч. в одном эпизоде — только озвучивание)
- 2005 — Пёс-каратист[англ.] / The Karate Dog — Мэри Бет (озвучивание, в титрах не указана)